# Gary Whitaker
Gary Whitaker född 12 augusti 1967 Bradford, West Yorkshire, England, Storbritannien, skådespelare.

## Filmografi
- 2007 - Isprinsessan - Lucas Maxwell
- 2007 - Predikanten - Lucas Maxwell
- 2017 – Fallet (TV-serie)

## Fotnoter
1. ↑  läs online, ssl.ofdb.de .[källa från Wikidata]
2. ↑  Freebase Data Dumps, Google.[källa från Wikidata]